# Lemberg (Nahe)
Der Lemberg ist ein Berg im Nordpfälzer Bergland am Südufer der Nahe zwischen den Orten Niederhausen (Nahe), Oberhausen an der Nahe und Feilbingert, auf dessen Gemarkung er liegt. Mit 421,3 m ü. NHN ist er die höchste Erhebung am Mittel- und Unterlauf der Nahe.
Sprachforscher deuten die Bezeichnung Lemberg auch als Lindberg und Heimatdichter bezeichnen ihn als König des Nahegaus. Das dort zu findende magmatische Gestein Porphyrit zeugt von seinem vulkanischen Ursprung.

## Bergbau
Am Lemberg gab es mehrere Bergwerke, die vor allem dem Quecksilberabbau dienten. Einer von drei bekannten Quecksilberzügen des Bergwerks Drei Züge, der Schmittenzug, wurde seit 1976 freigelegt und ist heute der als Besucherbergwerk zugängliche Schmittenstollen. Die beiden anderen Züge waren der St. Martinszug und die Treue Zuversicht. Bei Feil lag die Grube Geißkammer oder Ernesti-Glück. 
Quecksilberabbau ist bereits um die Mitte des 15. Jahrhunderts nachweisbar. Das scharlachrote Quecksilbersulfid (Cinnabarit, Zinnoberrot) des Lembergs wurde von Malern jener Zeiten verwendet. Die Steinkohlegewinnung der Grube In der Eisenhecke westlich von Feil am Lemberg war dagegen sekundär. Die zahlreichen und weitläufigen Steinbrüche am Südhang führten zur Entstehung des Lembergsees, örtlich auch bekannt als Silbersee.
Im April 1801 wurde in den Stollen des Bergwerks die Beute aus einem nächtlichen Überfall des Schinderhannes aufgeteilt, der in Laufersweiler begangen worden war.

## Landschaft
Auf dem Höhengrat des Berges wurden bisher mehrere vorchristliche Altäre entdeckt, Beweise einer 2000-jährigen keltisch-römischen Kultstätte. Später bauten die Römer hier einen Merkurschrein. Darüber hinaus sind die verlassenen Bergwerksstollen des Lembergs letzte Zufluchtstätten einer Reihe seltener Fledermausarten.
Der Berg ist Namensgeber des Naturschutzgebietes Lemberg.